# 1953 v športu
1953 v športu. 

## Avto - moto šport
- Formula 1: Alberto Ascari, Italija, Ferrari, je slavil s petimi zmagami in 34.5 ovojenimi točkami
- 500 milj Indianapolisa: slavil je Bill Vukovich, ZDA, z bolidom Kurtis Kraft/Offenhauser, za moštvo Howard Keck[1]

## Kolesarstvo
- Tour de France 1953: Louison Bobet, Francija
- Giro d'Italia: Fausto Coppi, Italija

## Košarka
- NBA: Minneapolis Lakers slavijo s 4 proti 1 v zmagah nad New York Knicks[2]
- EP 1953: 1. Sovjetska zveza, 2. Madžarska, 3. Francija[3]

## Tenis
- Moški: 
  - Odprto prvenstvo Avstralije: Ken Rosewall, Avstralija[4]
  - Odprto prvenstvo Anglije - Wimbledon: Vic Seixas, ZDA[5]
- Ženske: 
  - Odprto prvenstvo Avstralije: Maureen Connolly Brinker, ZDA[6]
  - Odprto prvenstvo Anglije - Wimbledon: Maureen Connolly Brinker, ZDA[7]
- Davisov pokal: Avstralija slavi s 3-2 nad ZDA[8]

## Hokej na ledu
- NHL - Stanleyjev pokal: Montreal Canadiens slavijo s 4 proti 1 v zmagah nad Boston Bruinsi
- SP 1953: 1. Švedska, 2. Zahodna Nemčija, 3. Švica[9]

## Rojstva
- 8. januar: Marián Šťastný, slovaški hokejist
- 10. januar: Bobby Rahal, ameriški dirkač Formule 1 in serije CART
- 18. januar: Conchita Puig-Barrata-Tissot, španska alpska smučarka
- 30. januar: Pam Ann Fletcher, ameriška alpska smučarka
- 3. februar: Bojan Prašnikar, slovenski nogometaš in trener
- 15. februar: Henry Glaß, nemški smučarski skakalec
- 16. februar: Evi Mittermaier-Brundobler, nemška alpska smučarka
- 23. februar: Satoru Nakadžima, japonski dirkač Formule 1
- 27. marec: Annemarie Moser-Pröll, avstrijska alpska smučarka
- 10. maj: Elena Matous, italijansko-sanmarinsko-iransko-luksemburška alpska smučarka
- 3. junij: František Černík, češki hokejist
- 4. julij: Milan Chalupa, češki hokejist
- 10. julij: Linda Lorraine »Lindy« Cochran Kelley, ameriška alpska smučarka
- 8. avgust: Nigel Mansell, britanski dirkač Formule 1
- 17. avgust: Dragan Kićanović, srbski košarkar
- 13. september: Domine Lomovšek, slovenski hokejist
- 19. september: Bogdan Norčič, slovenski smučarski skakalec in trener († 2004)
- 2. oktober: Odile Chalvin, francoska alpska smučarka
- 15. oktober: Elizabeth »Betsy« Clifford, kanadska alpska smučarka
- 3. december: Franz Klammer, avstrijski alpski smučar
- 17. december: Aleksander Beljavski, ukrajinski in slovenski šahovski velemojster

## Smrti
- 27. julij: Edith Lucy Austin Greville, angleška tenisačica (* 1867)